# Hemiodontichthys acipenserinus
Hemiodontichthys acipenserinus är en fiskart som först beskrevs av Kner, 1853.  Hemiodontichthys acipenserinus ingår i släktet Hemiodontichthys och familjen Loricariidae. Inga underarter finns listade i Catalogue of Life.